# Gonçalo da Costa, senhor da casa da Costa
D. Gonçalo da Costa (1340 -?) foi um rico-homem medieval do Reino de Portugal, tendo sido privado do rei D. Afonso III de Portugal e senhor do solar denominado Casa da Costa e igualmente detentor do senhorio da Quinta da Costa, localidade próxima a Nossa Senhora da Costa junto à freguesia portuguesa de Mancelos no concelho de Amarante. Foi igualmente senhor do couto de Mancelos, então em Santa Cruz de Riba Tâmega (hoje Amarante), onde fundou uma Domus Fortis e uma capela sob a invocação de Nossa Senhora da Costa.[carece de fontes?]

## Relações familiares
Foi filho de Gomes Gonçalves da Costa (I) e com uma senhora cuja história não regista o nome foi pai de:
1. Madalena da Costa casada com João Anes de Brito, tronco da família Brito.
2. Gomes Gonçalves da Costa (1365 -?)